# Andrzej Karnicki
Andrzej Karnicki herbu Kościesza – cześnik inflancki w latach 1770–1793, łowczy inflancki w latach 1758–1770.
Jako poseł na sejm elekcyjny był elektorem Stanisława Augusta Poniatowskiego z Księstwa Inflanckiego w 1764 roku.